# Elmer (nome)
Elmer  è un nome proprio di persona inglese maschile.

## Origine e diffusione
È la ripresa dell'omonimo cognome inglese, derivato dal nome inglese antico Æðelmær, imparentato col germanico Adelmar da cui il nome Adelmiro. Negli Stati Uniti è in alcuni casi dato in onore dei fratelli Jonathan ed Ebenezer Elmer, che furono fra i primi politici statunitensi.

## Onomastico
Il nome è adespota, ovvero non è portato da alcun santo, quindi l'onomastico ricorre il 1º novembre, giorno di Ognissanti.

## Persone

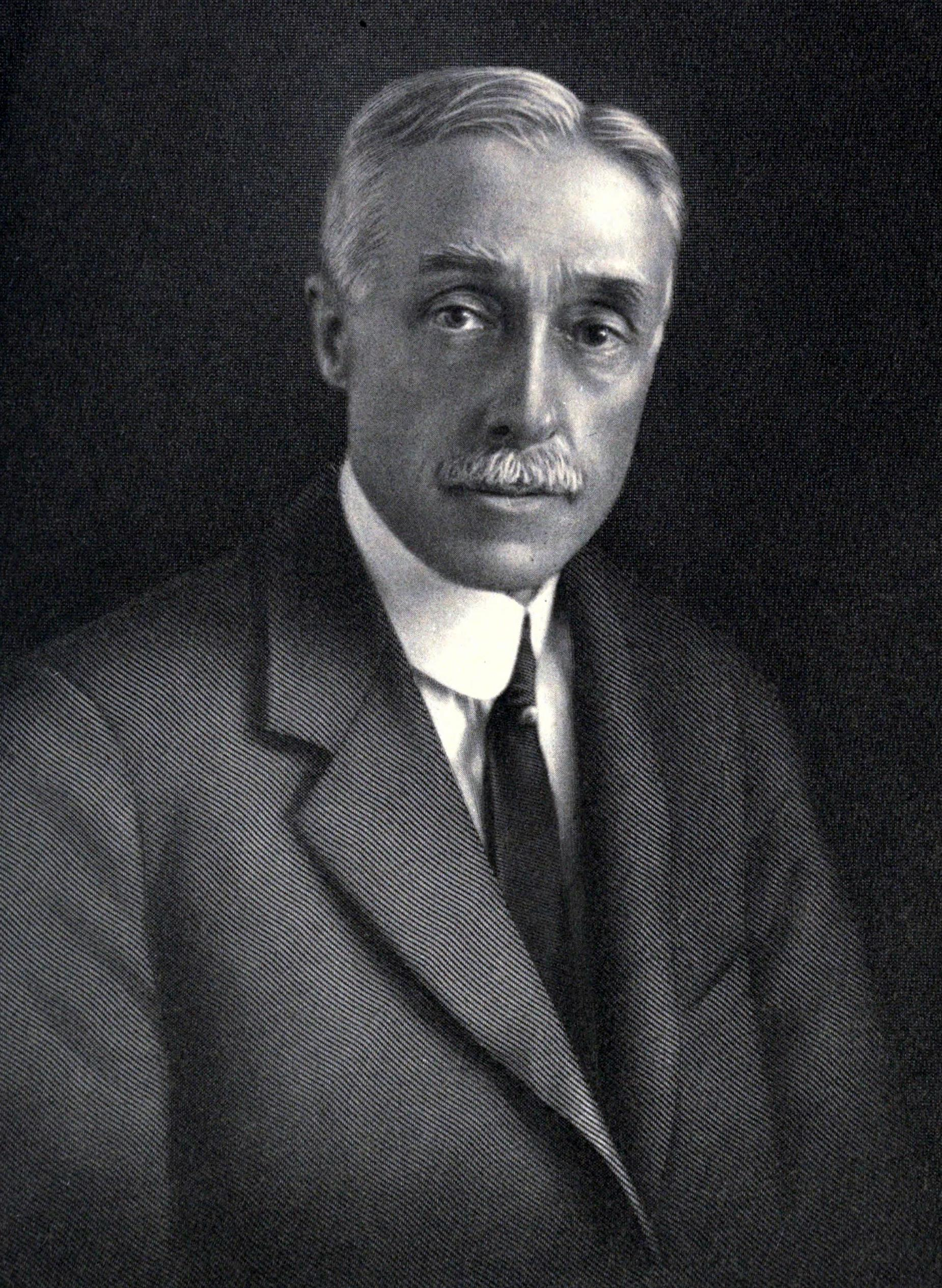
Elmer Ambrose Sperry

- Elmer Acevedo, calciatore salvadoregno
- Elmer L. Andersen, politico statunitense
- Elmer Bennett, cestista statunitense
- Elmer Bernstein, compositore statunitense
- Elmer Clifton, regista, sceneggiatore e attore statunitense
- Elmer Gainer, cestista statunitense
- Elmer Gedeon, giocatore di baseball e militare statunitense
- Elmer George, pilota automobilistico statunitense
- Elmer Niklander, atleta finlandese
- Elmer Rice, regista, scrittore e drammaturgo statunitense
- Elmer Ripley, cestista e allenatore di pallacanestro statunitense
- Elmer Snowden, musicista statunitense
- Elmer Ambrose Sperry, inventore statunitense

## Il nome nelle arti
- Elmer è un personaggio della serie animata Due fantagenitori.
- Taddeo (Elmer Fudd) – personaggio delle serie animate Warner Bros. Looney Tunes e Merrie Melodies.